# CA Silla
CA Silla, pełna nazwa Club de Ajedrez Silla – hiszpański klub szachowy z siedzibą w Silli, mistrz kraju z 2020 roku.

## Historia
Klub został założony w 1962 roku przez Elíasa Sebastiána. W 2007 roku rozpoczął uczestnictwo w mistrzostwach Hiszpanii. W 2019 roku klub awansował do División de Honor. W sezonie 2020 CA Silla zdobył mistrzostwo kraju. Skład drużyny stanowili wówczas Anton Korobow, Aleksiej Szyrow, Nicat Abasov, Alvar Alonso Rosell, Pepe Cuenca, Pia Cramling i  Antonio Granero Roca. W następnym roku klub uzyskał wicemistrzostwo Hiszpanii, ulegając jedynie CAC Beniaján. W tym samym roku klub zadebiutował w Pucharze Europy. W europejskich rozgrywkach CA Silla wygrał z Víkingaklúbburinn, SF Wirtzfeld, Alkaloidem Skopje, Beer Sheva Chess Club, zremisował z Vüqarem Həşimovem, a przegrał z Miednym Wsadnikiem Petersburg i AVE Nový Bor, zajmując w klasyfikacji końcowej dziewiąte miejsce. W 2022 roku klub zajął piąte miejsce w lidze hiszpańskiej oraz trzynaste w Pucharze Europy. Zespół odniósł wówczas zwycięstwa nad SK König Tegel 1949, SK Absam, De Sprénger Echternach i SK Rockaden Stockholm, zremisował z ŠK Ljubljana oraz przegrał z Offerspill SK i CSU ASE Bukareszt. 2023 rok klub zakończył wicemistrzostwem kraju i 37. pozycją w Pucharze Europy. W sezonie 2024 CA Silla uzyskał trzecie miejsce w mistrzostwach Hiszpanii. W Pucharze Europy, po zwycięstwach nad SK Doppelbauer Kiel, Blackthornem, SV Paul Keres i Kfar Saba Chess Club, remisach z De Stukkenjagers i Rishon LeZion Chess Club B oraz przegranej z 1. Novoborským ŠK, hiszpański zespół został sklasyfikowany na szesnastej pozycji.

## Arcymistrzowie w historii klubu
- Nicat Abasov[4]
- / Kiriłł Aleksiejenko[13]
- Alvar Alonso Rosell[4]
- Witalij Bednarski[14]
- Pepe Cuenca[4]
- Jorge Cori Tello[15]
- Pia Cramling[16]
- Daniel Forcén Esteban[14]
- Petyr Genow[17]
- Pedro Antonio Ginés Esteo[18]
- Lance Henderson de La Fuente[19]
- Pouya Idani[20]
- Eduardo Iturrizaga[20]
- Daniił Juffa[21]
- Anton Korobow[4]
- José Eduardo Martínez Alcántara[22]
- Momcził Nikołow[16]
- Kevel Oliva Castañeda[15]
- Yasser Quesada Pérez[22]
- Jaime Santos Latasa[19]
- Aleksiej Szyrow[15]